# Allan Quatermain and the Lost City of Gold
Allan Quatermain and the Lost City of Gold (bra: Allan Quatermain e a Cidade do Ouro Perdido; prt: As Minas de Salomão II) é um filme produzido nos Estados Unidos em 1986, escrito por Gene Quintano baseado no livro de H. Rider Haggard e dirigido por Gary Nelson.

## Sinopse
A história relata as aventuras de Robeson Quatermain, que vai atrás de uma tribo escondida na África e desaparece. Allan viaja até lá para encontrá-lo, e acaba descobrindo uma cidade perdida dominada por um ditador. Junto com a bela Jesse, ele vai fazer de tudo para achar seu irmão e ajudar os habitantes do local.

## Elenco
- Richard Chamberlain ... Allan Quatermain
- Sharon Stone ... Jesse Huston
- James Earl Jones ... Umslopogaas
- Henry Silva ...Agon
- Robert Donner ... Swarma